# William Hill
A William Hill plc é um dos mais importantes agentes de apostas do Reino Unido. A empresa encontra-se cotada na Bolsa de Valores de Londres e integra o índice FTSE 250. A 2 de Agosto de 2013, a capitalização bolsista da empresa era de 4,07 mil milhões de libras.

## História
A empresa foi fundada por William Hill em 1934, numa altura em que era ilegal apostar no Reino Unido. Mudou de mãos várias vezes, sendo adquirida pela Sears Holdings em 1971, depois pela Grand Metropolitan em 1988 e, finalmente, pela Brent Walker, em 1989.
Em Setembro de 1996, a Brent Walker recuperou 117 milhões dos 685 milhões de libras que havia pago pela William Hill, visto que se apurou que a Grand Metropolitan aumentou de forma artificial o lucro da empresa na altura da venda.
Em 1997, o banco de investimento japonês Nomura realizou uma compra alavancada, no valor de 700 milhões de libras, da William Hill, quando a Brent Walker entrou em colapso, com dívidas superiores a 1,3 mil milhões de libras, após uma investigação levada a cabo pelo Serious Fraud Office (o serviço que se ocupa das fraudes graves no Reino Unido), que levou dois directores a cumprirem sentenças de prisão
.
Em Fevereiro de 1999, uma proposta de entrada na bolsa britânica foi posta de parte por ""falta de interesse"", e a Nomura acabou por vender a empresa a fundos geridos pela Cinven e pela CVC Capital Partners, por 825 milhões de libras.
A empresa acabou por ser cotada na Bolsa de Valores de Londres em 2002. No ano seguinte, o Director Executivo, David Harding, foi premiado com um bónus no valor de 2,84 milhões de libras, tornando-se no quinto director mais bem pago do Reino Unido, no ano de 2003.
A empresa adquiriu o Sunderland Greyhound Stadium em 2002 e o Newcastle Greyhound Stadium em 2003.
Em Junho de 2004, o Director Executivo David Harding foi forçado a vender 5,2 milhões de libras das suas acções, para financiar as despesas do seu divórcio, o que precipitou a queda do valor das acções da empresa em 75 milhões de libras.
Em 2005, a William Hill adquiriu 624 pontos de aposta no Reino Unido, República da Irlanda, Ilha de Man e Jersey à Stanley Leisure, por 504 milhões de libras; esta aquisição permitiu que a William Hill destronasse, momentaneamente, a Ladbrokes na posição de liderança do mercado de apostas do Reino Unido, em termos de pontos de venda, mas não ao nível da receita. O Office of Fair Trading (organismo do Reino Unido que supervisiona a ética nas transacções comerciais) determinou que a William Hill teria de vender 78 das suas 624 casas Stanley, em consequência de preocupações com práticas anti-concorrenciais.
Temia-se que a William Hill tivesse pago um valor excessivo pelas casas Stanley, o que levou a que a empresa fosse retirada do índice FTSE 100, em Dezembro de 2005.
Em 2008, Ralph Topping foi nomeado Diretor Executivo. Após ter abandonado os estudos na Strathclyde University por ser um "malandro" confesso, Topping começou a trabalhar aos sábados num balcão de apostas da William Hill perto do Hampden Park, em Glasgow, no ano de 1973, tendo subido na carreira a partir daí.
Em Novembro de 2008, a William Hill estabeleceu uma parceria com a Orbis (mais recentemente conhecida por OpenBet) e com a empresa de software israelita Playtech, com o objectivo de remediar o fracasso da sua presença online.
Em conformidade com o acordo, a William Hill pagou 144,5 milhões de libras ao fundador da Playtech, Teddy Sagi, por vários activos e empresas filiais. Este pacote incluía vários sítios de casino online que a William Hill continua a gerir, sob a designação WHG. A Playtech ficou com 29% das acções da nova William Hill Online.
A empresa renunciou a um valor de, alegadamente, 26 milhões de libras, quando desmantelou o seu anterior sistema desenvolvido internamente. Em Junho de 2009, a William Hill apoiou a Playtech, apesar de a parceira ter sofrido perdas de um quarto do seu valor de mercado, em resultado de uma advertência sobre os lucros.

## Funcionamento

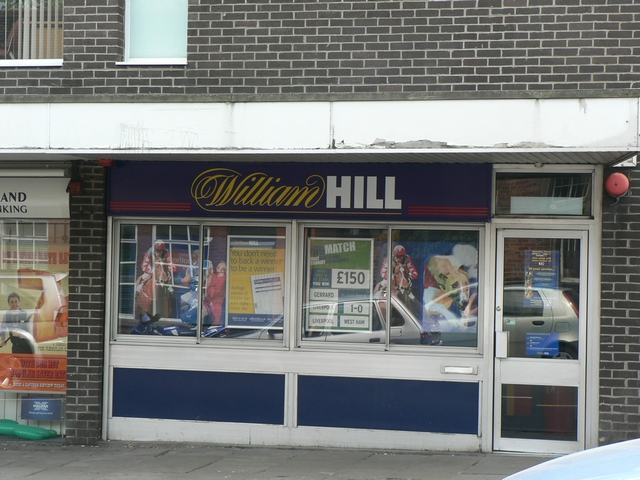
Casa de apostas William Hill em Headingley, Leeds.

A empresa presta serviços no mundo inteiro, dando emprego a aproximadamente 16.600 pessoas, nos seus escritórios no Reino Unido, República da Irlanda e Gibraltar. Disponibiliza apostas via telefone e internet, para além dos seus 2.300 estabelecimentos de apostas licenciados, espalhados pelo Reino Unido. É o maior operador do Reino Unido, representando cerca de 25 por cento do mercado no Reino Unido e Irlanda. Os seus centros de apostas telefónicas, situados em Rotherham, no South Yorkshire, registaram 125.000 apostas no Grand National de 2007 e, de acordo com a empresa, os seus estabelecimentos de apostas processam mais de um milhão de talões de aposta, num dia médio.
Para além de prestar serviços de apostas online, a emprega disponibiliza igualmente jogos de casino online, "jogos de perícia", bingo e poker online. Desde a Lei do Jogo britânica de 2005, as máquinas de jogo aumentaram os lucros, equilibrando a redução de rendimentos provindos de outras áreas.
A William Hill lançou o seu próprio canal de televisão em 2004, que esteve em emissão durante dois anos, disponibilizando actualmente uma transmissão de imagens em tempo real nos seus estabelecimentos de aposta. Esta transmissão é filmada a partir de um estúdio em Leeds, sendo, simultaneamente, transmitida uma emissão de rádio nos estabelecimentos de aposta; estas transmissões constituem uma vantagem única para os potenciais apostadores.
Em Agosto de 2010, a William Hill facultou formação aos seus mais de 10.000 funcionários, no sentido de combater a aposta por menores de idade nos seus estabelecimentos.
A empresa tem sido criticada pelos sindicatos Community e Unite, em relação à forma como lida com os funcionários dos seus estabelecimentos. Estas críticas são relativas a práticas de exposição dos funcionários a risco, pelo facto de os mesmos trabalharem sozinhos nos estabelecimentos, e à exigência de que os funcionários trabalhem horas extraordinárias (não remuneradas) após o final do seu horário de trabalho.
Em Novembro de 2008, os analistas da UBS salientaram a sua ""preocupação"" com o nível de endividamento da empresa, que se situava acima dos mil milhões de libras e que, mais tarde, se veio a constatar ser de 1,5 mil milhões. Em 2009, a empresa procedeu a uma emissão de direitos e de obrigações, no sentido de reestruturar a sua dívida.
Entre 2001 e 2009, a William Hill pagou a George Howarth, membro do parlamento, 30.000 libras para que este desempenhasse funções de assessoria parlamentar. No período em que recebia os pagamentos da William Hill, Howarth propôs alterações ao orçamento de 2013, que introduzira um aumento da carga fiscal sobre as apostas sem intermediários. Howarth viria a abandonar o seu cargo, na sequência do escândalo das despesas dos Membros do Parlamento, em 2009.

## Os Media da William Hill
O sítio de notícias da empresa funciona em parceria com o canal de apostas desportivas, contando com transmissões desportivas online e entrevistas sobre corridas de cavalos, entre outros conteúdos.
A William Hill disponibiliza uma grande variedade de formatos media interactivos, quer nos seus estabelecimentos, quer via Internet. A Rádio William Hill, uma emissora de corridas de cavalos em tempo real, já existe há mais de 10 anos, transmitindo comentários, notícias e previsões em tempo real. É possível fazer o download de vários podcasts, tanto no sítio de notícias como no do iTunes. Em Junho de 2010, a William Hill integrou a cobertura do seu sector de apostas desportivas com a Rádio In-Play.
A William Hill assegura transmissões diárias para os seus estabelecimentos de apostas, o que constitui uma novidade, no mundo do jogo e das apostas; estas transmissões são efectuadas a partir do estúdio de Leeds.

## Fora do Reino Unido
Em 2009, a William Hill transferiu o seu departamento de jogos online e de probabilidades fixas para Gibraltar, com o intuito de reduzir a sua carga fiscal. Em Gibraltar, a William Hill é membro da Associação de Apostas e Jogo de Gibraltar. O funcionamento online da empresa estava, até então, associado ao paraíso fiscal das Antilhas Neerlandesas. Porém, a partir de 2007, uma alteração legal passou a proibir que as empresas ligadas ao jogo a funcionar no Espaço Económico Europeu pudessem publicitar os seus serviços no Reino Unido.
Em Março de 2009, a William Hill encerrou 14 dos seus estabelecimentos de aposta na República da Irlanda, tendo tal resultado na perda de 53 postos de trabalho. Em Fevereiro de 2010, a empresa anunciou que as suas restantes 36 lojas irlandesas se encontravam "sob análise", dependendo da possível introdução de controversas máquinas de jogos nas lojas irlandesas.
A William Hill retirara-se em 2008 do mercado italiano, tendo estado presente nesse mercado apenas dois anos, num fracasso que custou à empresa um milhão de libras de investimento desperdiçado. A parceria conjunta de investimento da William Hill com a Codere, em Espanha, terminou em 2010, tendo a Codere adquirido 50% das acções da William Hill por 1 libra, após as duas empresas terem investido um capital "de arranque" de 10 milhões de libras, em abril de 2008. A William Hill perdeu 11,6 milhões de libras em 2008 e outros 9,3 milhões de libras em 2009, à custa deste investimento.
Em Setembro de 2009, a empresa participou no concurso pela primeira licença de jogo online emitida na Índia, expressando o desejo de entrar no mercado de apostas indiano, a partir do remoto distrito himalaia de Sikkim.
Em Junho de 2012, a William Hill expandiu a sua actividade para o Nevada, o único estado dos E.U.A. que permite apostas desportivas sem qualquer restrição, adquirindo três cadeias de agentes de apostas: a Lucky's, a Leroy's e a transmissão por satélite do Club Cal Neva, por uma soma de 53 milhões de dólares. Esta compra permitiu que a empresa passasse a controlar 55 por cento dos agentes de apostas desportivas do estado e 11 por cento das receitas obtidas a nível estatal. As três empresas mudaram de nome, assumindo a marca da William Hill.

## Patrocínio
Em 2007, a William Hill ameaçou retirar o seu patrocínio a várias corridas de cavalos, numa disputa relativa a corridas de cavalos com a TurfTV. A William Hill, que tinha sido a maior detractora da TurfTV, foi, posteriormente, submetida a um humilhante retrocesso, tendo subscrito os serviços do canal em Janeiro de 2008 
.
Em agosto de 2009, a William Hill tornou-se na patrocinadora de equipamentos do clube de Futebol Málaga CF, uma equipa da liga espanhola.
A empresa patrocina o prémio anual William Hill Sports Book of the Year (Livro do Ano sobre Desporto). Este prémio tem como objectivo ""galardoar a excelência na escrita de temática desportiva"".

## Publicidade
Em maio de 2008, a Advertising Standards Authority (ASA) - Autoridade para as Normas Publicitárias do Reino Unido - proibiu a exibição de um anúncio televisivo da William Hill, que considerou "tolerar um comportamento de jogo socialmente irresponsável." 
Em Outubro de 2009, a ASA baniu um cartaz e um anúncio na imprensa de expressão nacional que prometia "APOSTAS GRATUITAS NO VALOR DE 100 LIBRAS". Considerou-se que o anúncio era susceptível de enganar o consumidor e de poder pôr em causa o código do Comité de Prática Publicitária, no que respeitava à "veracidade".
Em Março de 2010, um anúncio que declarava que "A William Hill pratica os melhores preços, SEM DÚVIDA" foi igualmente banido pela ASA. O anúncio violava vários códigos do Comité de Prática Publicitária, incluindo os que se relacionam com a "fundamentação", a "veracidade" e a "honestidade".
Em Setembro de 2011, a William Hill lançou um anúncio televisivo, onde foi utilizada o single de sucesso ""A Bit Patchy"", de 2005.
Em Dezembro de 2012, anúncios que invocavam ""Os Melhores Preços de Aposta nos Melhores Cavalos"" e ""Os Melhores Preços de Aposta nas Melhores Equipas"" foram igualmente banidos pela ASA. Estes anúncios violaram vários códigos do Comité de Prática Publicitária, incluindo os que se relacionavam com "publicidade enganadora", "fundamentação" e "Comparações". A ASA proibiu igualmente um outro anúncio que invoca "As Melhores Probabilidades Garantidas", por ter considerado o anúncio enganador." 